# Liste der Bodendenkmäler in Geisenfeld
Auf dieser Seite sind die Bodendenkmäler in der oberbayerischen Stadt Geisenfeld zusammengestellt. Diese Tabelle ist eine Teilliste der Liste der Bodendenkmäler in Bayern. Grundlage ist die Bayerische Denkmalliste, die auf Basis des Bayerischen Denkmalschutzgesetzes vom 1. Oktober 1973 erstmals erstellt wurde und seither durch das Bayerische Landesamt für Denkmalpflege geführt wird. Die folgenden Angaben ersetzen nicht die rechtsverbindliche Auskunft der Denkmalschutzbehörde.

## Bodendenkmäler in Geisenfeld
| Lage                                          | Objekt | Akten-Nr.     | Bild                                                                 |
| --------------------------------------------- | --- | ------------- | -------------------------------------------------------------------- |
| (Standort)                                    | Siedlung vorgeschichtlicher Zeitstellung. | D-1-7235-0046 |                                                                      |
| (Standort)                                    | Siedlung der Urnenfelderzeit und der Hallstattzeit. | D-1-7235-0059 |                                                                      |
| (Standort)                                    | Siedlung der Bronzezeit und der Urnenfelderzeit, Gräber der Urnenfelderzeit und der frühen Latènezeit. | D-1-7235-0067 |                                                                      |
| (Standort)                                    | Grabhügel der Bronzezeit sowie Gräber der Urnenfelderzeit, der Hallstattzeit, der mittleren bis späten Latènezeit und der römischen Kaiserzeit; Siedlung der Urnenfelderzeit, der Hallstattzeit und der Latènezeit; Straße der römischen Kaiserzeit. | D-1-7235-0278 |                                                                      |
| (Standort)                                    | Siedlung vor- und frühgeschichtlicher Zeitstellung. | D-1-7235-0279 |                                                                      |
| (Standort)                                    | Siedlung vorgeschichtlicher Zeitstellung. | D-1-7235-0282 |                                                                      |
| (Standort)                                    | Siedlung der vorgeschichtlichen Metallzeiten. Gräber der Urnenfelder- und der Hallstattzeit. | D-1-7235-0283 |                                                                      |
| (Standort)                                    | Siedlung vor- und frühgeschichtlicher Zeitstellung. | D-1-7235-0284 |                                                                      |
| (Standort)                                    | Siedlung vor- und frühgeschichtlicher Zeitstellung. | D-1-7235-0285 |                                                                      |
| (Standort)                                    | Siedlung vor- und frühgeschichtlicher Zeitstellung. | D-1-7235-0286 |                                                                      |
| (Standort)                                    | Siedlung vor- und frühgeschichtlicher Zeitstellung. | D-1-7235-0287 |                                                                      |
| (Standort)                                    | Viereckiges Grabenwerk, Siedlung und Gräber vor- und frühgeschichtlicher Zeitstellung. | D-1-7235-0288 |                                                                      |
| (Standort)                                    | Siedlung vor- und frühgeschichtlicher Zeitstellung. | D-1-7235-0289 |                                                                      |
| (Standort)                                    | Viereckiges Grabenwerk vorgeschichtlicher Zeitstellung. | D-1-7235-0290 |                                                                      |
| (Standort)                                    | Gräber vor- und frühgeschichtlicher Zeitstellung. | D-1-7235-0291 |                                                                      |
| (Standort)                                    | Gräber vor- und frühgeschichtlicher Zeitstellung. | D-1-7235-0292 |                                                                      |
| (Standort)                                    | Eisenverhüttungsplätze vor- und frühgeschichtlicher Zeitstellung. | D-1-7235-0371 |                                                                      |
| (Standort)                                    | Mittelalterliche und frühneuzeitliche Befunde im Bereich der katholischen Filialkirche St. Nikolaus in Schillwitzhausen. | D-1-7235-0378 |                                                                      |
| (Standort)                                    | Burgstall des hohen und späten Mittelalters. | D-1-7235-0379 |                                                                      |
| (Standort)                                    | Siedlung vor- und frühgeschichtlicher Zeitstellung. | D-1-7235-0380 |                                                                      |
| (Standort)                                    | Siedlung vor- und frühgeschichtlicher Zeitstellung. | D-1-7235-0381 |                                                                      |
| (Standort)                                    | Siedlung vor- und frühgeschichtlicher Zeitstellung. | D-1-7235-0382 |                                                                      |
| (Standort)                                    | Siedlung vor- und frühgeschichtlicher und spätmittelalterlicher Zeitstellung. | D-1-7235-0384 |                                                                      |
| (Standort)                                    | Siedlung vor- und frühgeschichtlicher Zeitstellung. | D-1-7235-0385 |                                                                      |
| (Standort)                                    | Mittelalterliche und frühneuzeitliche Befunde im Bereich der katholischen Filialkirche St. Laurentius in Ilmendorf. | D-1-7235-0387 | Mittelalterliche und frühneuzeitliche Befunde                        |
| (Standort)                                    | Siedlung vor- und frühgeschichtlicher Zeitstellung. | D-1-7235-0389 |                                                                      |
| (Standort)                                    | Siedlung vor- und frühgeschichtlicher Zeitstellung. | D-1-7235-0390 |                                                                      |
| (Standort)                                    | Siedlung vor- und frühgeschichtlicher Zeitstellung. | D-1-7235-0391 |                                                                      |
| (Standort)                                    | Siedlung vor- und frühgeschichtlicher Zeitstellung. | D-1-7235-0392 |                                                                      |
| (Standort)                                    | Gräber der Urnenfelderzeit und Siedlung vor- und frühgeschichtlicher Zeitstellung. | D-1-7235-0393 |                                                                      |
| (Standort)                                    | Siedlung vor- und frühgeschichtlicher Zeitstellung. | D-1-7235-0394 |                                                                      |
| (Standort)                                    | Siedlung vor- und frühgeschichtlicher Zeitstellung. | D-1-7235-0395 |                                                                      |
| (Standort)                                    | Siedlung vor- und frühgeschichtlicher Zeitstellung. | D-1-7235-0396 |                                                                      |
| (Standort)                                    | Siedlung vor- und frühgeschichtlicher Zeitstellung. | D-1-7235-0397 |                                                                      |
| (Standort)                                    | Straße der römischen Kaiserzeit mit begleitenden Materialentnahmegruben. | D-1-7235-0445 |                                                                      |
| (Standort)                                    | Siedlung des späten Mittelalters und der frühen Neuzeit. | D-1-7235-0449 |                                                                      |
| (Standort)                                    | Freilandstation des Mesolithikums, Siedlung des Neolithikums und Verhüttungsplatz vor- und frühgeschichtlicher Zeitstellung. | D-1-7335-0002 |                                                                      |
| Dekan-Trost-Straße 24 (Standort)              | Burgstall des Mittelalters sowie mittelalterliche und frühneuzeitliche Befunde im Bereich der katholischen Pfarrkirche St. Ulrich in Ainau. | D-1-7335-0006 | weitere Bilder                                                       |
| (Standort)                                    | Mittelalterliche und frühneuzeitliche Befunde im Bereich der abgegangenen Kirche St. Paul im Moos. | D-1-7335-0008 |                                                                      |
| Bucherstraße 25 (Standort)                    | Mittelalterliche und frühneuzeitliche Befunde im Bereich der katholischen Pfarrkirche Heilig Kreuz in Engelbrechtsmünster. | D-1-7335-0009 | weitere Bilder                                                       |
| (Standort)                                    | Siedlung vor- und frühgeschichtlicher Zeitstellung. | D-1-7335-0011 |                                                                      |
| (Standort)                                    | Siedlung vor- und frühgeschichtlicher Zeitstellung. | D-1-7335-0012 |                                                                      |
| Kirchenweg 2 (Standort)                       | Mittelalterliche und frühneuzeitliche Befunde im Bereich der katholischen Filialkirche St. Vitus und Andreas in Geisenfeldwinden. | D-1-7335-0013 | Mittelalterliche und frühneuzeitliche Befunde                        |
| (Standort)                                    | Mittelalterliche und frühneuzeitliche Befunde im Bereich der befestigten Marktsiedlung von Geisenfeld. | D-1-7335-0014 |                                                                      |
| (Standort)                                    | Siedlung der Hallstattzeit. | D-1-7335-0016 |                                                                      |
| (Standort)                                    | Mittelalterliche und frühneuzeitliche Befunde im Bereich der Kapelle St. Sixtus in Eichelberg. | D-1-7335-0020 | Mittelalterliche und frühneuzeitliche Befunde                        |
| (Standort)                                    | Burgstall des Mittelalters und der frühen Neuzeit (Ritterswörth bei Zell). | D-1-7335-0025 |                                                                      |
| (Standort)                                    | Grabhügel der Hallstattzeit. | D-1-7335-0028 |                                                                      |
| (Standort)                                    | Abschnittsbefestigung vor- und frühgeschichtlicher Zeitstellung. | D-1-7335-0029 |                                                                      |
| (Standort)                                    | Siedlung der frühen Bronzezeit und der Latènezeit. | D-1-7335-0090 |                                                                      |
| (Standort)                                    | Mittelalterliche und frühneuzeitliche Befunde im Bereich der ehemaligen Seelenkapelle in Engelbrechtsmünster. | D-1-7335-0094 |                                                                      |
| Kirchplatz 3 (Standort)                       | Mittelalterliche und frühneuzeitliche Befunde im Bereich der katholischen Pfarrkirche Mariä Himmelfahrt in Geisenfeld. | D-1-7335-0095 | weitere Bilder                                                       |
| Klosterhof 1 bis 4, Klostergasse 4 (Standort) | Mittelalterliche und frühneuzeitliche Befunde im Bereich des ehemaligen Benediktinerinnenklosters in Geisenfeld. | D-1-7335-0096 | weitere Bilder                                                       |
| (Standort)                                    | Mittelalterliche und frühneuzeitliche Befunde im Bereich der abgebrochenen Kirche St. Emmeram sowie einer abgebrochenen Kapelle in Geisenfeld. | D-1-7335-0097 |                                                                      |
| (Standort)                                    | Grabenwerk vor- und frühgeschichtlicher Zeitstellung. | D-1-7335-0099 |                                                                      |
| (Standort)                                    | Verhüttungsplätze vor- und frühgeschichtlicher Zeitstellung. | D-1-7335-0101 |                                                                      |
| (Standort)                                    | Spätmittelalterliche und frühneuzeitliche Marktbefestigung von Geisenfeld. | D-1-7335-0103 |                                                                      |
| (Standort)                                    | Verhüttungsplätze vor- und frühgeschichtlicher Zeitstellung. | D-1-7335-0107 |                                                                      |
| (Standort)                                    | Siedlung der Bronzezeit. | D-1-7335-0122 |                                                                      |
| (Standort)                                    | Siedlung des späten Mittelalters und der frühen Neuzeit. | D-1-7335-0123 |                                                                      |
| (Standort)                                    | Grabhügel vorgeschichtlicher Zeitstellung. | D-1-7335-0125 |                                                                      |
| (Standort)                                    | Grabhügel vorgeschichtlicher Zeitstellung. | D-1-7336-0004 |                                                                      |
| (Standort)                                    | Abschnittsbefestigung des frühen Mittelalters | D-1-7336-0006 |                                                                      |
| Klausenberg (Standort)                        | Burgstall des Mittelalters und mittelalterliche und frühneuzeitliche Befunde im Bereich der katholischen Bergkirche Heilig Kreuz von Rottenegg. | D-1-7336-0009 | Burgstall des Mittelalters und mittelalterliche und frühneuzeitliche |
| Bischof-Heinrich-Straße 6 (Standort)          | Mittelalterliche und frühneuzeitliche Befunde im Bereich der katholischen Pfarrkirche St. Martin in Rottenegg. | D-1-7336-0018 | Mittelalterliche und frühneuzeitliche Befunde                        |
| Obermettenbacher Straße 21 (Standort)         | Mittelalterliche und frühneuzeitliche Befunde im Bereich der katholischen Filialkirche St. Johannes der Täufer in Untermettenbach. | D-1-7336-0019 | Mittelalterliche und frühneuzeitliche Befunde                        |
| (Standort)                                    | Mittelalterliche und frühneuzeitliche Befunde im Bereich der katholischen Filialkirche Mariä Himmelfahrt in Obermettenbach. | D-1-7336-0020 | Mittelalterliche und frühneuzeitliche Befunde                        |
| St.-Georg-Straße 36 (Standort)                | Mittelalterliche und frühneuzeitliche Befunde im Bereich der katholischen Pfarrkirche St. Georg in Unterpindhart und ihrer Vorgängerbauten. | D-1-7336-0021 | Mittelalterliche und frühneuzeitliche Befunde                        |